# .cr
.cr este un domeniu de internet de nivel superior, pentru Costa Rica (ccTLD).